# استیو اسکیریپا
استیون رالف "استیو" اسکیریپا (انگلیسی: Steven Ralph "Steve" Schirripa؛ زادهٔ ۳ سپتامبر ۱۹۵۷) یک تهیه‌کننده، بازیگر، نویسنده و خواننده اهل ایالات متحده آمریکا است. وی از سال ۱۹۹۵ میلادی تاکنون مشغول فعالیت بوده‌است.

## فیلمشناسی
- ۱۹۹۵: کازینو در نقش Man in Bar
- ۱۹۹۸: ترس و نفرت در لاس وگاس در نقش Goon
- ۱۹۹۹: دونده در نقش Host
- ۱۹۹۹: آنجل در نقش Benny
- ۲۰۰۳: ستوان کلمبو در نقش Freddie
- ۲۰۰۳: قانون و نظم: واحد قربانیان ویژه در نقش Paulie Obregano
- ۲۰۰۴: قانون و نظم در نقش Frederico Libretti
- ۲۰۰۴: پیشتازان فضا: انترپرایز در نقش Carmine
- ۲۰۰۰–۲۰۰۷: سوپرانوز در نقش Bobby "Bacala" Baccalieri
- ۲۰۰۸: فصل شکار ۲ در نقش Roberto (صدا)
- ۲۰۰۸–۲۰۱۳: زندگی مخفی نوجوان آمریکایی در نقش Leo Boykewich
- ۲۰۰۹: بتی بی‌ریخته در نقش Frankie Burrata
- ۲۰۱۰: آخرت در نقش Cooking Teacher "Carlo"
- ۲۰۱۰: فصل شکار ۳ در نقش Roberto (صدا)
- ۲۰۱۴: بابای آمریکایی! (صدا)
- ۲۰۱۴: پسران نیوجرسی در نقش Vito
- ۲۰۱۷: چرخ شگفت‌انگیز